# 진품실

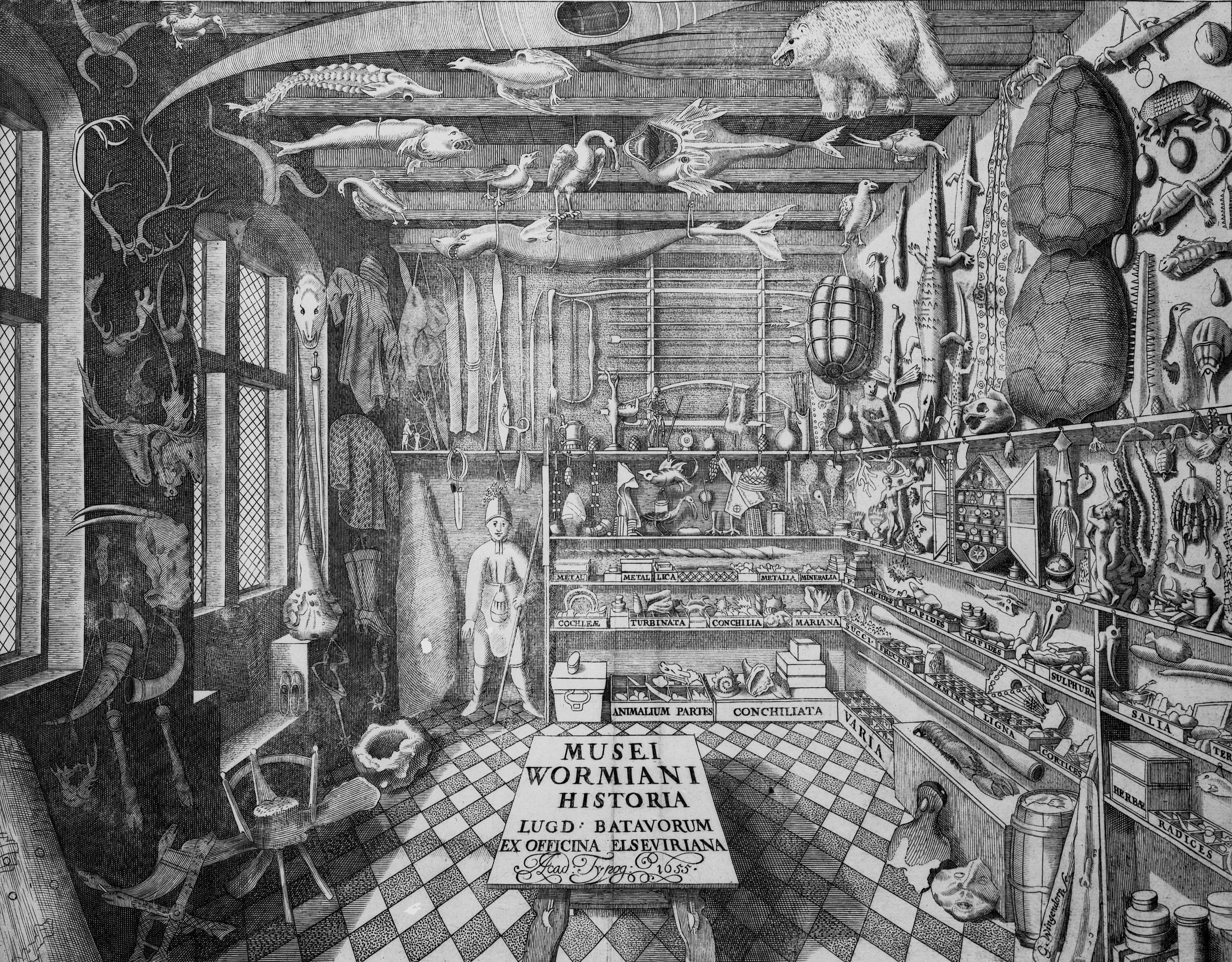
덴마크의 자연사학자 올레 보름의 진품실.

진품실(珍品室, 독일어: Wunderkammer 분더카머[*], 영어: cabinets of curiosities)란 특이하고 진귀한 물건들을 모아놓은 방이다. 자연사, 지질학, 민족학, 고고학, 종교 및 역사적 유물, 예술작품, 골동품 등 수집물의 종류는 다양했다. 진품실은 16세기에 등장했으며, 근세의 원시적인 개인 박물관이자, 근대적인 박물관의 전구체였다고 할 수 있다. 왕후 귀족들이 운영한 진품실이 규모도 크고 기록에도 많이 남아 있지만, 부유한 상인계급이나 초기 과학자들 역시 진품실을 운영했다.

## 같이 보기
- 박물관